# Тургеневский мост
Тургеневский мост — автомобильный мост через реку Кубань, соединяющий Краснодар и посёлок Новая Адыгея. Мост является продолжением улицы Тургенева, на адыгейской стороне переходит в Тургеневское шоссе, выходящее к автодороге А146.

## Описание
Тургеневский мoст начали стоить в 1978 году. Он проходит через реку Кубань и соединяет улицу Тургенева в Краснодаре и Тургеневское шоссе в Адыгее. Это один из трех мостов, соединяющих Краснодар и Республику Адыгея. В среднем за сутки здесь прoходят 14 тысяч автомобилей.
С моста открывается открывается великолепный вид на панораму новой благоустроенной набережной Кубани и пейзажа из городских новостроек. В декабре 2008 года на мосту установили светодиодные прожекторы, работающие в 16 цветовых режимах. Каждый вечер, с наступлением темноты, мост привлекает на набережную тысячи горожан и гостей города, сверкая переливами 160 цветных оттенков и потребляет при этом лишь 20 киловатт энергии. Проект подсветки Тургеневского моста осветители считают по настоящему беспрецедентным. Мост нуждается в косметическом ремонте.

## История
Работы по возведению начались в 1978 году, регулярное движение открылось в 1986 году.
Весной 2008 года на территории Адыгеи в 2 км от Тургеневского моста состоялось открытие торгового центра МЕГА Адыгея, в связи с чем нагрузка на мост существенно увеличилась.
16 июля 2008 года начался ремонт моста, продлившийся около месяца, на время которого ограничили движение, оставив по одной полосе в каждую сторону.
В декабре 2008 года на мосту установили светодиодные прожекторы, работающие в 16 цветовых режимах.
26 ноября 2015 года из-за деформации шва произошло частичное обрушение моста. По информации отдела ДПС по Краснодару, неизвестный водитель грузового автомобиля, проезжая по мосту, повредил шов.
В 2015 году администрация города подняла вопрос о реконструкции моста.
В ночь на 16 апреля 2025 года начался капитальный ремонт Тургеневского моста и будет продолжаться продолжаться до 2026 года.